# Роб Старк
Роб Старк (енгл. Robb Stark) је измишљени лик из серије епско фантастичних романа Песма леда и ватре америчког аутора Џорџа Р. Р. Мартина и њене телевизијске адаптације Игра престола, где га је тумачио шкотски глумац Ричард Маден.
Представљен у роману Игра престола (1996), Роб је најстарији син и наследник лорда Едарда Старка од Зимоврела и његове супруге леди Кејтлин Старк. Касније се појавио у романима Судар краљева (1998) и Олуја мачева (2000). Након што је његовог оца погубио краљ Џофри Баратеон у Краљевој Луци, Роб окупља своје Северњаке, крунисан је за краља на Северу и маршира на југ да тражи освету против Ланистера и независност за своје ново краљевство. Расплет у трећем роману и трећој сезони ТВ серије који укључује Роба и његову војску на венчању његовог ујака Едмура Тулија, шокирао је и читаоце књиге и гледаоце ТВ серије.